# Der Röhm-Putsch
Der Röhm-Putsch (in der Titelei: Der „Röhm-Putsch“) ist ein Dokumentarspielfilm aus dem Jahr 1967. Der Film wurde vom ZDF in Auftrag gegeben und zum 33. Jahrestag des Röhm-Putsches erstmals am 30. Juni 1967 ausgestrahlt.

## Handlung
Der Drehbuchautor Axel Eggebrecht begrüßt die Zuschauer und gibt in den ersten fünf Minuten eine Einführung zur Karriere des SA-Stabschefs Ernst Röhm und der NSDAP.
Der Film schildert detailliert die Ereignisse, die zur Röhm-Affäre führten. Die Spielszenen werden von dokumentarischen Aufnahmen abgetrennt.
Eggebrecht bemühte sich, möglichst nahe an der Aktenlage zu bleiben, nur für den SA-Gruppenführer Gruber scheint es kein lebendes Vorbild zu geben.